# Nolwenn (album)
Albums de Nolwenn Leroy
Histoires naturelles
(2005)
Singles
1. Cassé
Sortie : 24 mars 2003
2. Une femme cachée
Sortie : 8 juillet 2003
3. Suivre une étoile
Sortie : 12 novembre 2003
4. Inévitablement
Sortie : 15 juin 2004

Nolwenn est le premier album de Nolwenn Leroy vendu à plus de 600 000 exemplaires, il est certifié double disque de platine. Quatre singles sont sortis, Cassé (n°1 des ventes pendant 3 semaines), Une femme cachée, Suivre une étoile, chanson composée par Laurent Voulzy pour dévoiler la personnalité de la chanteuse, et Inévitablement.

## Liste des titres
| 1.    | Cassé                   | Lionel Florence                | Francis Maggiulli  | 4:30 |
| 2.    | Être une femme          | Marie-Jo Zarb                  | David Gategno      | 3:21 |
| 3.    | Suivre une étoile       | Élisabeth Anaïs                | Laurent Voulzy     | 4:14 |
| 4.    | Inévitablement          | Lara Fabian                    | Matthew Herskowitz | 5:10 |
| 5.    | Jure-moi                | Marie-Jo Zarb                  | David Gategno      | 3:38 |
| 6.    | Vu d'en haut            | Pénélope Marcelin              | Laurent Marimbert  | 4:04 |
| 7.    | Ce qu'il nous faudrait  | Élodie Hesme                   | David Gategno      | 3:40 |
| 8.    | Une femme cachée        | Christine Lidon                | Daniel Lavoie      | 3:32 |
| 9.    | Finir contre toi        | Élodie Hesme                   | David Gategno      | 3:57 |
| 10.   | Rayer l'émotion inutile | Lionel Florence, Hocine Hallaf | Hocine Hallaf      | 3:16 |
| 11.   | 14 février              | Lionel Florence                | David Gategno      | 4:40 |
| 12.   | Qui mieux que moi       | Philippe Bégin                 | Laurent Marimbert  | 3:34 |
| 47:25 |                         |                                |                    |      |

## Singles
Les singles de cet album sont :
1. Cassé : 390 000 exemplaires (n°1 des ventes)
2. Une femme cachée : 91 000 exemplaires (n°40 des ventes)
3. Suivre une étoile : 118 000 exemplaires (n°12 des ventes)
4. Inévitablement : 17 341 exemplaires (n°31 des ventes)

## Classements
| Pays              | Meilleure position | Semaines classées |
| ----------------- | ------------------ | ----------------- |
| France            | 1                  | 56                |
| Belgique Wallonie | 1                  | 14                |
| Suisse            | 2                  | 12                |

## Certifications
| Pays           | Certification |
| -------------- | ------------- |
| France (SNEP)  | 2 × Platine   |
| Belgique (BEA) | Platine       |
| Suisse (IFPI)  | Or            |